# بلدة لوبن
لوبن، [ˈlubʲin] (بالألمانية: Lüben)‏( سيليزيا الألمانية : liebn) هي بلدة في محافظة سيليزيا السفلى في جنوب غرب بولندا، كانت تنتمي إلى محافظة ليجنيكا السابقة من عام 1975-1998 . هي المقر الإداري لمقاطعة لوبن، و منطقة ريفية تسمى غمينا لوبن أيضًا ، على الرغم من أن غمينا لوبن ليست جزءًا من أراضيها، كما أنها تُشكل بلدة منفصلة، كان عدد سكان المدينة في عام2018 72.581 نسمة.

## الموقع الجغرافي
تقع لوبن على نهر زيمنيكا في منطقة سيليزيا السفلى التاريخية، على بعد حوالي 71 كيلومتر (44 ميل) شمال غرب فروتسواف و 20 كيلومتر (12 ميل) شمال ليجنيكا.
تعد مدينة لوبن واحدة من المواقع الصناعية الرئيسية في سيليزيا السفلى ومقر لثالث أكبر شركة بولندية ، شركة التعدين كي .جي . اتش. ام .بولسكا مدز

## التاريخ
تقع بلدة لوبن بين مستوطنتين رئيستين من السلافية الغربية من قبائل سيلزيا هما قبيلتي الزيدوسان والتريزبوياني، والتي كانت كلاهما تحت سيطرة الملك ميشكوالأول من بولندا عام 990، كما أنه من غير الواضح إن أسس البلدة أي من القبيلتين. تنص إحدى الأساطيرعلى أن البلدة اشتقت اسمها من لوبا، وهو شاب يعود الفضل إليه في قتل دب عملاق كان يرعب السكان. ذُكرت بلدة لوبن كواحدة من 13 حاكم قلاع سيليزي في مرسوم بابوي يعود إلى حوالي عام 1155.
وفقًا للأسطورة البولندية، كان لدى دي فيوفود بيوتر وولستويك (1080-1153) كنيسة حجرية مبنية على التل في غرب لوبن، حيث ظهر حوالي 1230 برج قلعة وبلدة حتى اليوم وتسمى البلدة القديمة (البولندية: ستاري لوبن). ذٌكرت التسوية في دوقية قلوقو لأول مرة تحت الاسم البولندي القديم لوبن، وعقدها البابا كليمنت الرابع كإقطاعية لدير ترزبنيكا في 1267.

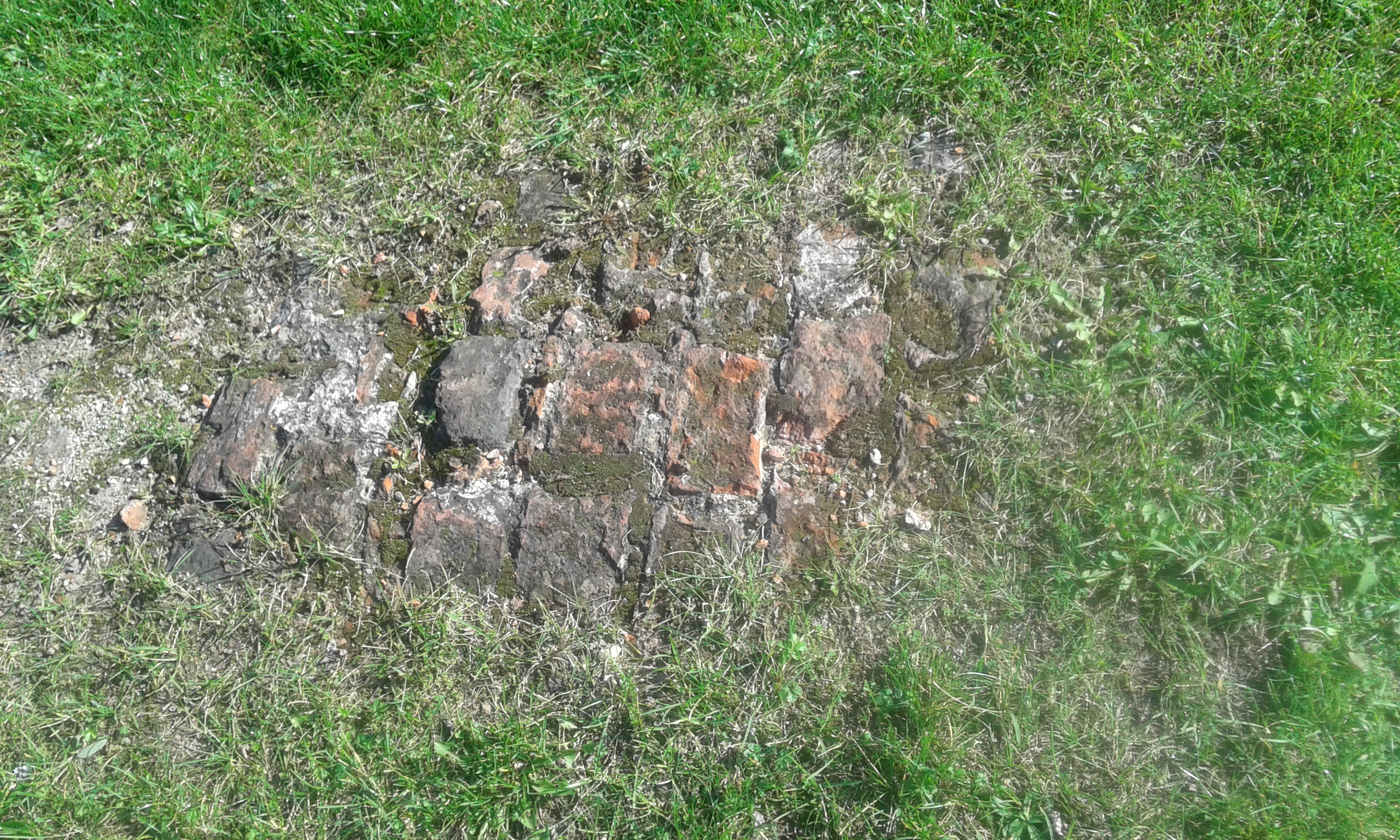
أطلال قلعة بياست

ربما تأسست لوبن الجديدة في القرن الحادي عشرتحت حكم دوق Przemko inacinawa من المستوطنين الألمان، وربما ينحدرون من لورين السفلى أو فرانكونيا ، في إطار التوسع الألماني الشرقي . حصلت البلدة على حقوق المدينة حوالي عام 1295. وفي عام 1329، كرّم الدوق جون اسيناوا الملك جون بوهيميا، الذي غزا عند وفاة شقيق جون دوق برزيمكو الثاني الأراضي التي دُمجت في مملكة بوهيميا وتقاسم الثروات السياسية لأرض تاج سيليزيا في عام 1331 .

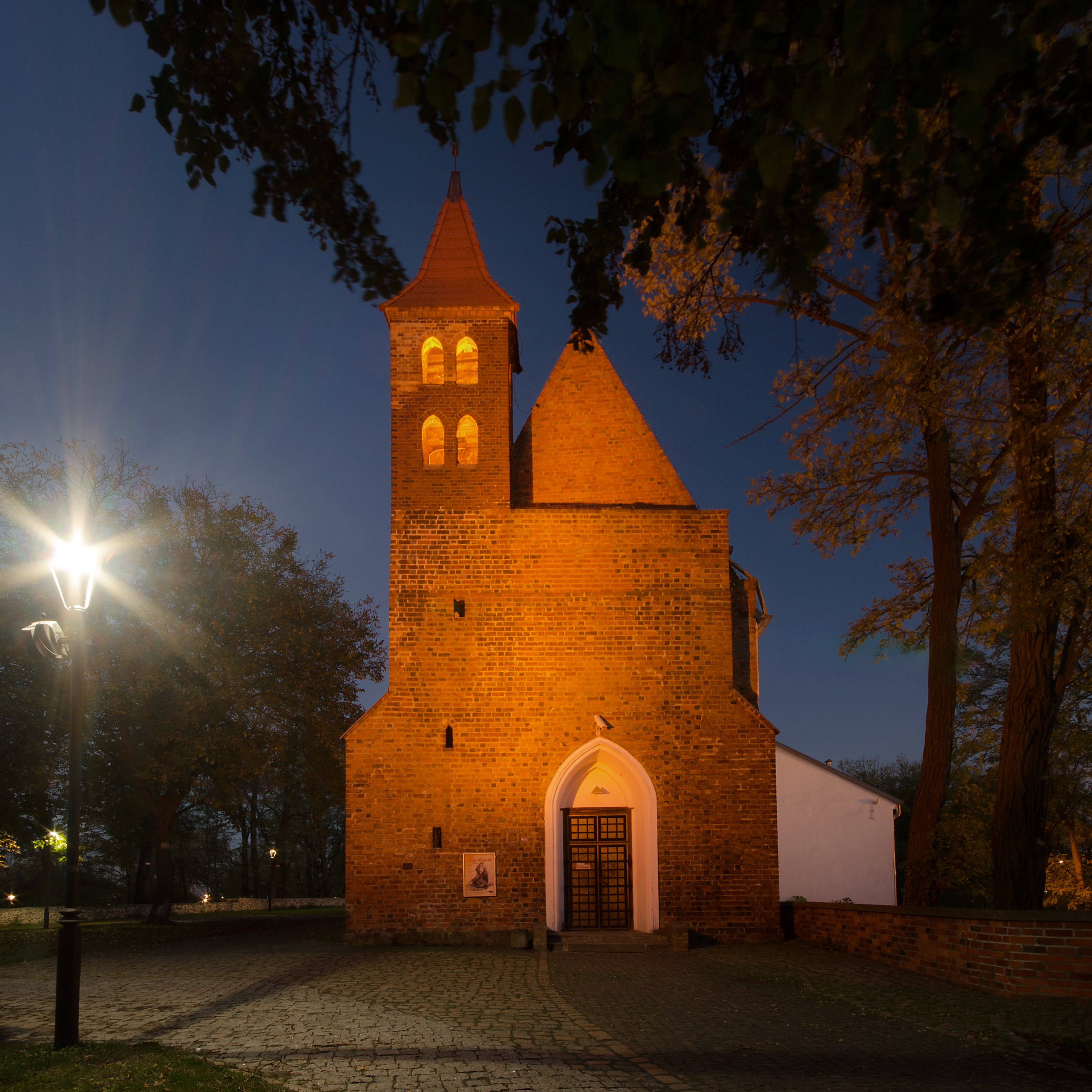
بُنيت في القرن الرابع عشر كنيسة القلعة القوطية.

كانت قلعة لوبن بمثابة مقر إقامة لدوق بياست لويس الأول وأحفاده من عام 1348. أصدر الإمبراطور شارل الرابع حكمًا في عام 1359 بعد نزاع مع شقيقه الأكبر دوق ليجينكا وينسلاس الأول يقضي بتخصيص لوبن إلى جانب قرية فيلكي مالي واوسايك وباسكاو وإلى لويس. كان لديه مخطوطة عن حياة القديس هيدويغ من الأنديشز مرسومة بعام 1353، والتي سُميت لاحقًا كوديكس أوستروف(كارلوفي اولف) ، ويُحتفظ بها اليوم في متحف جيه بول جيتي.
أُعيد بناء كنيسة أبرشية لوبين بأسلوبها القوطي الحالي في أواخر القرن الخامس عشر ، ونُقل مذبحها العالي إلى كاتدرائية فروتسواف في عام 1951. تحت حكم الدوق جورج الأول من بريج (المتوفى عام 1521) وأرملته آنا بوميرانيا ، المصلح كاسبر شوينكفيلد والمولود في أوسييك المجاورة ، جعل المدينة مركزًا للإصلاح البروتستانتي في سيليزيا السفلى. سقطت لوبين مع سيليزيا البوهيمية تحت سيطرة ملكية هابسبورغ في عام 1526 والتي دُمرت عدة مرات خلال حرب الثلاثين عامًا . بقيت لوبن جزءًا من دوقية ليجينكا والتي حكمها بياست حتى عام 1675 ، حينها دُمجت مع بوهيميا تحت حكم هاسبورغ.
احتل الملك فريدريك الثاني ملك بروسيا لوبن أثناء حروب السيليزيا في منتصف القرن الثامن عشر، وأصبحت المدينة جزءًا من بروسيا ثم ألمانيا في عام 1871،ثم رُبطت بالسكك الحديدية إلى لغنيتسا (Liegnitz) و قوقف (Glogau)، بعد إنشاء الإمبراطورية الألمانية في عام 1871. كتب الرعاة المحليون عن البولنديين الأصليين المتحدثين بلهجة محلية للغة البولندية تقارير عن رعاياهم في نهاية القرن الثامن عشر، حيث تعرض السكان البولنديون الأصليون لألمنة ونشر للثقافة الألمانية مخطط لها، والتي استمرت حتى الثلاثينيات.
دُمر 70٪ من مباني البلدة خلال الحرب العالمية الثانية في عام 1945 بين أيام 8-10 فبراير قتل جنود الجيش الأحمر 150 متقاعدًا ألمانيًا في منزل كبار السن و 500 مريض في مستشفى الأمراض النفسية في لوبن.  نتيجة للتغييرات الحدودية التي أُعلن عنها في مؤتمر بوتسدام عام 1945 ، وأصبحت المدينة الواقعة شرق خط أودر-نايسه جزءًا من جمهورية بولندا . طردتالسلطات البولندية الجديدة كامل سكان البلدة الألمان، أومنعتهم من العودة إلى ديارهم. [بحاجة لمصدر]

شهدت المدينة مظاهرات كبيرة ضد الأحكام العرفية التي أعلنها النظام الشيوعي في عام 1982، ثم أخمدتها فرق الموت، مما أدى إلى مقتل ثلاثة أشخاص.  

## مجال التعليم
- Uczelnia Zawodowa Zagłębia Miedziowego
- I Liceum Ogólnokształcące im. Mikołaja Kopernika w Lubinie
- II Liceum Ogólnokształcące w Lubinie

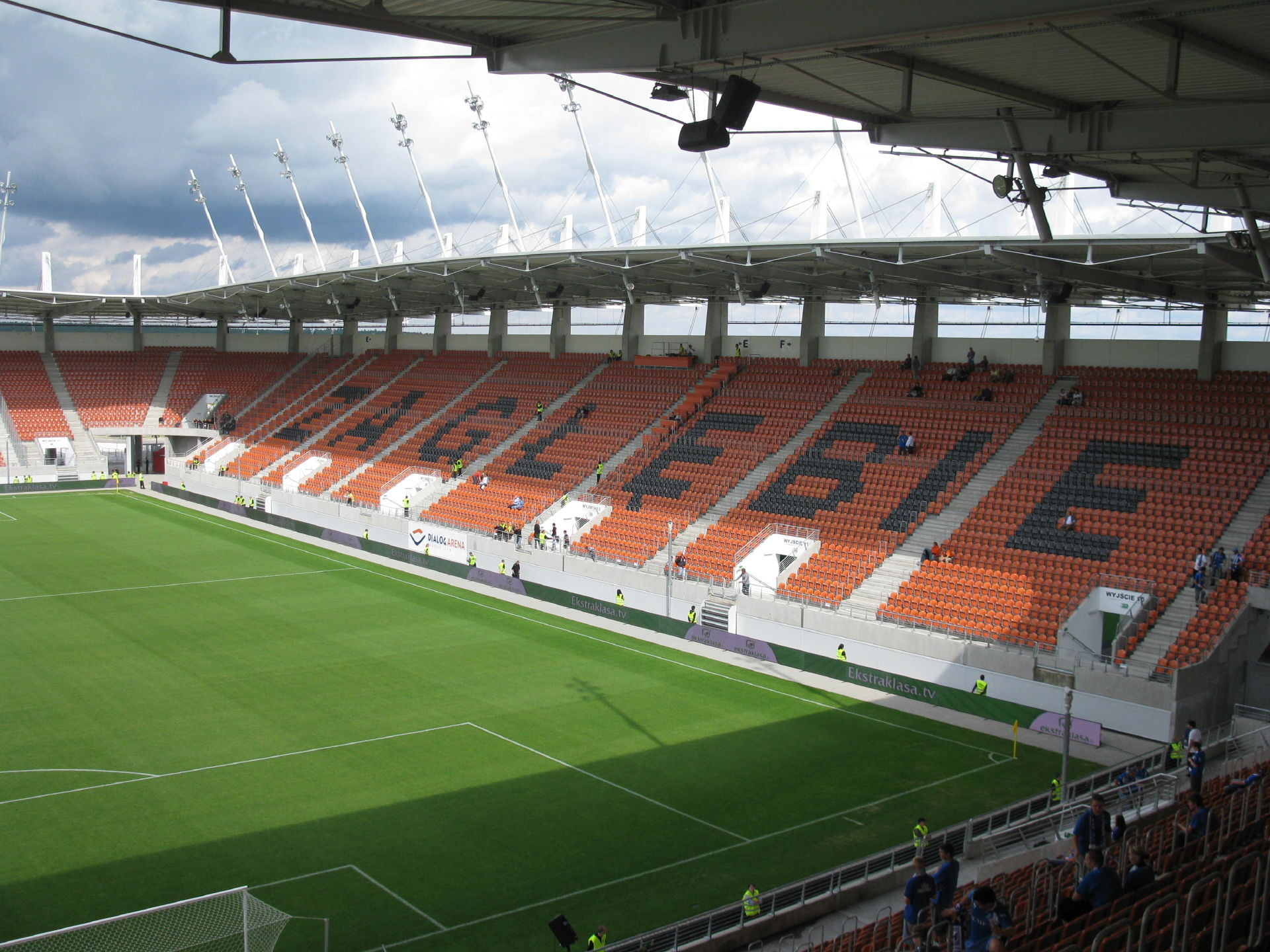
ملعب Zagłębie Lubin

- Zagłębie Lubin - فريق كرة القدم للرجال (الدوري البولندي الممتاز)، بطل بولندا في عام 1990-1991 و2006-2007 .
- Interferie Zagłębie Lubin - فريق كرة اليد للرجال يلعب في الدوري البولندي لكرة اليد للرجال (بطل بولندا في موسم 2006/2007) وفريق كرة اليد للسيدات يلعب في دوري كرة اليد للسيدات البولندي .
- mks zaglebie lubin فريق كرة القدم النسائي، (ekstraliga kobiet (2013/2014))، (ekstraliga).
- kghm zaglebie lubin sa ، / (Ekstraliga Kobiet) - (ekstraliga) ، / (2014/2015) ، / (المستوى: 1) ، (بولندا) ، (POL) ، (النساء) -كرة القدم).

## المواصلات
الطرق: S3 (International E65) - Jakuszyce-Legnica-Lubin-Zielona Góra-Gorzów Wielkopolski-Szczecin-Świnoujście
36 - Rawicz-Lubin-Prochowice (-Wrocław)
لدى لوبن مطار دولي بمدرج خرساني /أسفلتي يبلغ طوله 1000 م.
النقل العام- يوجد في لوبن حاليًا وسائل نقل عام مجانية داخل المدينة، مع حافلات رئيسية تنطلق كل 20 دقيقة تقريبًا.
يوجد في لوبن أيضًا محطة بي كي إس والتي توفر حافلات بأسعار معقولة، وتعمل هذه الحافلات بين العديد من المدن الأخرى مثل فروتسواف وليجنيكا والعديد من المدن الأخرى.
يوجد في المدينة حاليًا محطة قطار بُنيت حديثًا، والتي تتصل بالعديد من المواقع في جميع أنحاء البلاد.

## أشخاص بارزون
- ولد وليام الأول من فورتمبرغ (1781-1864)، ثاني ملك لفورتمبورغ من عام 1816 حتى وفاته ، في لوبن ، حيث عمل والده فريدريك الأول كقائد في الجيش البروسي.
- ديتر كولين (1893–1918) ، طيّار أول في الحرب العالمية الأولى.
- جيرد فون تريسكو (1899–1944) ، ضابط فيرماخت ، مقاتل المقاومة مؤامرة 20 يوليو ، الأخ الأكبر لهينينج فون تريسكو
- رودولف فون غيرسدورف (1905–1980) ، ضابط فرماخت ، أحد المخططين العسكريين الألمان القلائل المناهضين لهتلر الذين نجوا من الحرب.
- تاديوس مايكاكا (مواليد 1962) ، سياسي
- كاسيا ويلك (مواليد 1982) ، موسيقي
- ماريوس يوركيفيتش (مواليد 1982) ، لاعب كرة يد
- ناتاليا Czerwonka (مواليد 1988) ، متزلج سريع
- Arkadiusz Woźniak (مواليد 1990) ، لاعب كرة قدم
- أدريان بود (مواليد 1991) ، لاعب كرة قدم
- فيليب جاجيو (مواليد 1997) ، لاعب كرة قدم

## المدن التوأم - المدن الشقيقة
لوبن هي مدينة مُتوأمة لـ: 
- منطقة الراين - لآن - كرآيس في ألمانيا.

## المعارض
- Gothic Głogów Tower (Baszta Głogowska)
- Gothic Our Lady of Częstochowa church, 15th century
- Tympanum at the castle's chapel, c.1349
- Cuprum Arena Shopping Center
- Sacred Heart church
- Church of the Nativity of the Virgin Mary
- Old guardhouse
- Post office
- Technical school
- Wedding Palace

- Gothic Głogów Tower (Baszta Głogowska)
- Gothic Our Lady of Częstochowa church, 15th century
- Tympanum at the castle's chapel, c.1349
- Cuprum Arena Shopping Center
- Sacred Heart church
- Church of the Nativity of the Virgin Mary
- Old guardhouse
- Post office
- Technical school
- Wedding Palace

## روابط خارجية
- الموقع الرسمي لوبن
- معرض الصور - Lubin و Zaglebie
- Lubin Iniquity 1982
- نادي زاجلي لوبن لكرة القدم